# Сандзімарі

Сандзімарі — міфологічний персонаж у горців Східної Грузії — жінка-каджі, викрадена з країни каджів Каджеті.
Викрадення Сандзімарі пов'язується з ім'ям Гіоргі Хахматського. У цій легенді, так само як і в сюжеті про подальше хрещенні Сандзімарі, знайшов відображення поширений мотив позбавлення святим Георгієм язичницького царя і звернення його в християнську віру.
Згідно з переказами, Сандзімарі може з'являтися людям уві сні. Іноді, прийнявши вигляд смертної жінки, Сандзімарі змушує чоловіка полюбити себе і як наречена входить в його будинок, приносить йому і членам його родини достаток і удачу. Коли ж виявляється, що вона не смертна жінка, Сандзімарі покидає оселю.